# Barrie Howells
Barrie Howells (* 20. Jahrhundert) ist ein kanadischer Filmproduzent und Filmeditor, der 1976 für einen Oscar nominiert war.

## Karriere
Howells arbeitete am Anfang seiner Karriere häufig mit dem National Film Board of Canada zusammen. Der erste Film, an dem er mitwirkte, war der Dokumentar-Kurzfilm Canadian Diamonds, bei dem ihm die Schnittassistenz oblag. In dem Film geht es um Cartier, der 1641 am Cap Rouge in der Nähe von Québec City überwinterte und behauptete, in den umliegenden Hügeln Diamanten entdeckt zu haben. Im selben Jahr folgten sechs weitere Kurzfilme unter der Schnittassistenz von Howells. Für den Kurzfilm Encounter at Kwacha House – Halifax trat Howells erstmals als Produzent in Erscheinung. Der Film zeigt, wie schwarze und weiße Jugendliche im Interracial Club in Halifax miteinander debattieren. Ihre Themen sind Rassendiskriminierung bei der Arbeits- und Wohnungssuche sowie die Ungleichheit bei den Chancen zur Bildung. Auch bei dem Filmdrama Der beste Tanzbodengeiger von Calabogie bis Kaladar von 1969 war Howells der Produzent. Der Film zeigt einen armen Buscharbeiter, der vor der Entscheidung steht, seine Würde opfern zu müssen, um seiner Familie dadurch ein besseres Leben zu ermöglichen. Der Film wurde bei den Canadian Film Awards mit zwei Preisen ausgezeichnet.
Für den 1975 erschienenen Dokumentar-Kurzfilm Whistling Smith, den Howells produzierte, wurde er gemeinsam mit Michael J. F. Scott, der Regie führte, für einen Oscar nominiert. Im Film geht es um den Polizisten Sergeant Bernie „Whistling“ Smith und dessen unorthodoxe Arbeitsweise. 1985 war Howells der ausführende Produzent bei dem mit einem Merit Award ausgezeichneten Film The Great Buffalo Saga (1985). Der Film erzählt die Geschichte der Wiederauferstehung des Büffels in den westlichen Ebenen Nordamerikas, die fast ausgestorben schienen. Für den Kurzfilm Farmers Helping Farmers (1987), den Howells produzierte, wurde er beim American Film Festival mit einem Red Ribbon Award für und mit dem Film ausgezeichnet. Der Film zeigt zwanzig Farmerfamilien in Prince Edward Island, die sich zusammengeschlossen haben, um Farmern in Kenia und Tansania zu helfen, dass sie ihren Träumen von einem besseren Leben ein Stück näherkommen. Für den im selben Jahr erschienenen Dokumentarfilm Super-Companies gab es ebenfalls einen Red Ribbon Award sowie beim National Educational Media Network 1990 einen Gold Apple. Es geht darin um Superunternehmen, multinationale Konzerne, die die Welt als einen Markt betrachten. Sie beziehen Rohstoffe von einem Ort, verarbeiten sie an einem anderen Ort und verkaufen sie dann überall meistbietend.
Für Howells werden über 200 Produktionen gelistet, von denen die bisher letzten drei 1995 entstanden. Einmal geht es dabei um den Kurzfilm Mystery of the Maya, der sich mit den sagenumwobenen Pyramiden, Tempeln und Palästen der Maya beschäftigt. Zum zweiten geht es um Baby Business, und darin um Mittelklassefamilien, die Kinder in der Dritten Welt adoptieren wollen. Die eingeschalteten Zwischenhändler nutzen das Elend der leiblichen Eltern aus, um sich zu bereichern. Broken Promises: The High Arctic Relocation ist der letzte der in 1995 entstandenen Filme. Darin geht es um im Sommer 1953 umgesiedelte Inuit-Familien aus dem Norden Quebecs in die Hocharktis. Man versprach ihnen reichlich Wild und Fisch und versicherte ihnen gleichzeitig, dass sie nach zwei Jahren nach Hause zurückkehren könnten, wenn sie das wollen würden. Es kam für die Menschen jedoch ganz anders.

## Filmografie (Auswahl)
- 1960: Canadian Diamonds (Kurzfilm; Schnittassistenz)
- 1960: The Land of Jacques Cartier (Kurzfilm; Schnittassistenz)
- 1960: On the Sea (Kurzfilm; Schnittassistenz)
- 1960: Three Seasons (Kurzfilm; Schnittassistenz)
- 1960: Soirée at St. Hilarion (Kurzfilm; Ton-Editor)
- 1960: Turlutte (Kurzfilm; Ton-Editor)
- 1960: White Whale Hunters of Anse Aux Basques (Kurzfilm; Ton-Editor)
- 1963: Whalehead (Kurzfilm; Schnittassistenz)
- 1963: Winter Sealing at La Tabatière (Kurzfilm; Ton)
- 1964: Redevelopment in Halifax, Nova Scotia: Mulgrave Park (Kurzfilm; Filmschnitt/Montage)
- 1964: Redevelopment in Toronto, Ontario: Regent Park South (Kurzfilm; Filmschnitt/Montage)
- 1964: Redevelopment in Windsor, Ontario: Area One, Glengarry Court (Kurzfilm; Filmschnitt/Montage)
- 1964: Le réaménagement à Montréal, Québec – Les habitations Jeanne-Mance (Kurzfilm; Filmschnitt/Montage)
- 1964: Trail Ride (Kurzfilm; Filmschnitt/Montage)
- 1965: Ladies and Gentlemen, Mr. Leonard Cohen (Filmschnitt/Montage)
- 1965: The Sea Got in Your Blood (Kurzfilm; Filmschnitt/Montage)
- 1965: Two Men of Montreal (Filmschnitt/Montage)
- 1965: The Prison Community (Kurzfilm; Filmschnitt/Montage)
- 1965: Max in the Morning (Kurzfilm; Filmschnitt/Montage)
- 1966: Notes for a Film About Donna & Gail (Filmschnitt/Montage)
- 1966: The Game (Kurzfilm; Filmschnitt/Montage)
- 1966: Each Day That Comes (Kurzfilm; Filmeditor)
- 1966: Change in the Maritimes (Kurzfilm; Filmschnitt/Montage)
- 1967: Ride for Your Life (Kurzfilm; Filmschnitt/Montage)
- 1967: Encounter at Kwacha House – Halifax (Kurzfilm; Produzent)
- 1967: Encounter with Paul Alinsky – Part 1: C.Y.C. – Toronto (Kurzfilm; Produzent)
- 1968: The Admittance (Kurzfilm; Produzent)
- 1969: Wer schläft mit Caroline? (Waiting for Caroline; Filmschnitt/Montage)
- 1969: Der beste Tanzbodengeiger von Calabogie bis Kaladar (The Best Damn Fiddler from Calabogie to Kaladar; Produzent)
- 1969: Laurette (Kurzfilm; Produzent)
- 1969: The Prince Edward Island Development Plan, Part 1: Ten Days in September und Part 2: Four Days in March (Produzent)
- 1970: Airports for Export from Canada (Produzent)
- 1971: Death of a Legend (Produzent)
- 1972: Trafficopter (Kurzfilm; Filmschnitt/Montage, Produzent)
- 1973: Chairs for Lovers (Kurzfilm; Filmschnitt/Montage, Produzent)
- 1973: The Seventh Step to Freedom (Produzent)
- 1975: Bella Bella (Kurzfilm; Filmschnitt/Montage)
- 1975: Whistling Smith (Kurzfilm; Produzent)
- 1976: A Sense of Place (Filmschnitt/Montage)
- 1977: The 1 CAG Story (Kurzfilm; Ausführender Produzent)
- 1978: Voice of the Fugitive (Kurzfilm; Filmschnitt/Montage)
- 1978: Small is Beautiful: Impressions of Fritz Schumacher (Kurzfilm; Filmschnitt/Montage, Produzent)
- 1978: Exploding Cities (Kurzfilm; Filmschnitt/Montage)
- 1978: Canada Vignettes: The Seigneury (Kurzfilm; Produzent)
- 1979: Harmonium en Californie (Kurzfilm; Ausführender Produzent)
- 1980: North China Commune (Produzent)
- 1981: Wuxing People’s Commune (Produzent)
- 1981: Off the Wall (Ausführender Produzent)
- 1982: Canadian Forces Europe (Kurzfilm; Produzent)
- 1982: Time for Caring (Kurzfilm; Produzent)
- 1983: Off the Wall (Produzent)
- 1983: A Single Regret (Kurzfilm; Produzent)
- 1984: The Last Right (Kurzfilm; Produzent)
- 1984: Why Unions? (Kurzfilm; Produzent)
- 1985: One Step Away (Kurzfilm; Ausführender Produzent)
- 1985: The Great Buffalo Saga (Ausführender Produzent)
- 1985: Water Supply and Sanitation in Development, Film 1: People and Problems + Film 3: Solutions and People (Kurzfilme; Produzent)
- 1986: Transitions (Kurzfilm; Produzent)
- 1986: A Gift for Kate (Kurzfilm; Produzent)
- 1987: Farmers Helping Farmers (Kurzfilm; Produzent)
- 1987: Super-Companies (Produzent)
- 1987: Dandelions for Jobs (Kurzfilm; Produzent)
- 1988: Growing Up in the World Next Door (Produzent)
- 1988: Trouble in the Forest (Ausführender Produzent NFB)
- 1989: The Forbidden Land (Produzent)
- 1990: The First Emperor of China (Kurzfilm; Ausführender Produzent, Produzent)
- 1994: Children for Hire (Produzent)
- 1995: Mystery of the Maya (Kurzfilm; Produzent)
- 1995: Baby Business (Produzent)
- 1995: Broken Promises: The High Arctic Relocation (Produzent Studio C NFB)

## Auszeichnungen (Auswahl)
Canadian Film Awards 1969
- Gewinner des Canadian Film Award für und mit Der beste Tanzbodengeigern von Calabogie bis Kaladar in der Kategorie „Film des Jahres“ – gemeinsam mit John Kemeny und Peter Pearson
- Gewinner des Etrog für und mit Der beste Tanzbodengeiger von Calabogie bis Kaladar in der Kategorie „Bestes TV-Drama“ – gemeinsam mit John Kemeny

Academy Awards 1976
- Oscarnominierung für und mit Whistling Smith in der Kategorie „Bester Dokumentar-Kurzfilm“ – gemeinsam mit Michael J. F. Scott

International Wildlife Film Festival 1985
- Gewinner des Merit Award für und mit The Great Buffalo Saga in der Kategorie „Historischer Dokumentarfilm“ – gemeinsam mit Boyce Richardson, Mark Zannis und Michael McKennirey

American Film Festival
- 1988: Gewinner des Red Ribbon Award für und mit Farmers Helping Farmers in der Kategorie „Dokumentarkurzfilm“ – gemeinsam mit Brian Pollard
- 1989: Gewinner des Red Ribbon Award für und mit Super-Companies in der Kategorie „Dokumentarfilm“ – gemeinsam mit Mark Zannis und Boyce Richardson

National Educational Media Network 1990
- Gewinner des Gold Apple für und mit Super-Companies in der Kategorie „Dokumentarfilm“ – gemeinsam mit Boyce Richardson und Mark Zannis